# Nicola Spieß
Nicola Andrea Spieß, później Werdenigg (ur. 29 lipca 1958 w Innsbrucku) – austriacka narciarka alpejska.

## Kariera
W zawodach Pucharu Świata zadebiutowała 8 stycznia 1974 roku w Les Gets, gdzie nie ukończyła pierwszego przejazdu slalomu. Pierwsze punkty wywalczyła 4 stycznia 1975 roku w Garmisch-Partenkirchen, gdzie zajęła ósme miejsce w tej samej konkurencji. Na podium zawodów tego cyklu pierwszy raz stanęła 7 stycznia 1976 roku w Meiringen, kończąc rywalizację w zjeździe na drugiej pozycji. W zawodach tych rozdzieliła dwie rodaczki: Brigitte Totschnig i Irmgard Lukasser. W kolejnych startach jeszcze trzy razy stawała na podium, za każdym razem w zjeździe: 8 stycznia 1976 roku w Meiringen i 20 grudnia 1976 roku w Zell am See była trzecia, a 21 grudnia 1976 roku w Zell am See ponownie zajęła drugie miejsce. W sezonie 1975/1976 zajęła dwunaste miejsce w klasyfikacji generalnej, a w klasyfikacji zjazdu była trzecia.
Wystartowała na igrzyskach olimpijskich w Innsbrucku w 1976 roku, gdzie zajęła czwarte miejsce w zjeździe. Walkę o podium przegrała tam z Cindy Nelson z USA o 0,21 sekundy. Na tej samej imprezie wystąpiła też w slalomie, ale nie wystartowała w drugim przejeździe. Nie startowała na mistrzostwach świata.
Jej matka Erika Mahringer oraz brat Uli Spieß również uprawiali narciarstwo alpejskie

## Osiągnięcia

### Igrzyska olimpijskie
| Miejsce | Dzień     | Rok  | Miejscowość | Konkurencja | Czas biegu | Strata | Zwyciężczyni     |
| ------- | --------- | ---- | ----------- | ----------- | ---------- | ------ | ---------------- |
| 4.      | 8 lutego  | 1976 | Innsbruck   | Zjazd       | 1:46,16    | +1,55  | Rosi Mittermaier |
| DNS2    | 11 lutego | 1976 | Innsbruck   | Slalom      | 1:30,54    | -      | Rosi Mittermaier |

### Mistrzostwa świata
| Miejsce | Dzień     | Rok  | Miejscowość | Konkurencja | Czas biegu | Strata | Zwyciężczyni     |
| ------- | --------- | ---- | ----------- | ----------- | ---------- | ------ | ---------------- |
| 4.      | 8 lutego  | 1976 | Innsbruck   | Zjazd       | 1:46,16    | +1,55  | Rosi Mittermaier |
| DNS2    | 11 lutego | 1976 | Innsbruck   | Slalom      | 1:30,54    | -      | Rosi Mittermaier |

### Puchar Świata

#### Miejsca w klasyfikacji generalnej
- sezon 1974/1975: 35.
- sezon 1975/1976: 12.
- sezon 1976/1977: 14.
- sezon 1977/1978: 41.
- sezon 1978/1979: 61.

#### Miejsca na podium
1. Meiringen – 7 stycznia 1976 (zjazd) – 2. miejsce
2. Meiringen – 8 stycznia 1976 (zjazd) – 3. miejsce
3. Zell am See – 20 grudnia 1976 (zjazd) – 3. miejsce
4. Zell am See – 21 grudnia 1976 (zjazd) – 2. miejsce